# Paul Celan
Paul Celan [célan], francosko-romunski pesnik, * 23. november 1920, Črnovice, Romunija (sedaj Ukrajina); † verjetno 20. april 1970, Pariz, Francija. Prvotno mu je bilo ime Pavel Ančel, kasneje romanizirano Ancel, iz tega je nastal anagram Celan (naglas na prvem zlogu).
Celan velja za enega najpomembnejših nemško govorečih pesnikov 20. stoletja. Njegovo delo zaznamujeta razmišljanje o možnostih jezika in komunikacije na splošno in soočanje z mejnimi izkustvi, zlasti izkustvom holokavsta (na primer v znameniti pesmi Mrtvaška fuga). Celanovo delo se je razvijalo od tradicionalnih pesniških oblik do kasnejšega obdobja, za katero je značilna "zadušena tišina molka ob besedi, ki je postala zagonetka".

## Življenje

### Mladost: Črnovice in Bukarešta
Paul Celan se je rodil v Črnovicah (ukrajinsko Černivci, nemško Czernowitz, romunsko Cernăuți), glavnem mestu Bukovine, tedanje severne Romunije, v nemško govoreči judovski družini. Bil je edini sin Lea Antschel-Teitlerja (rojenega 1890 v Šipincih pri Črnovicah) in njegove žene Friederike (vzdevek: Fritzi), rojene Schrager (1895 v Sadagori).
Najprej je obiskoval nemško, nato hebrejsko osnovno šolo in pet let romunsko državno gimnazijo (nekdanjo I. državno gimnazijo Avstro-Ogrske v Črnovicah) in do mature 3. junija 1938 ukrajinsko državno gimnazijo. Istega leta je začel v Toursu študirati medicino, a se je po enem letu vrnil v Romunijo, da bi študiral romanistiko. Sredi 1940 je severno Bukovino in s tem Celanov rojstni kraj zasedla Sovjetska zveza. Celan je sprva lahko nadaljeval študij, toda ko so 1941 romunski in nemški vojaki zasedli Črnovice, so Jude nasilno preselili v krajevni geto. Od tam so junija 1942 Celanove starše deportirali najprej v kamnolom in nato v prisilno delovno taborišče Mihajlovka v bližini Hajsina. Oče je tam nekaj mesecev kasneje umrl zaradi tifusa, mater pa so ustrelili. Izgon in smrt staršev sta Paula Celana globoko zaznamovala. Do konca življenja je trpel zaradi občutka, da je pustil starše na cedilu. V njegovih pesmih je najti številne sledi travmatične krivde preživetja.
Da bi se izognil deportaciji, se je Celan po nasvetu prijateljice Ruth Lackner julija 1942 prijavil na delo. Do februarja 1944 je bil v delovnem taborišču Tăbărăşti nedaleč od Buzăua (tedaj so taborišče ukinili). Z nekaj prekinitvami, ko se je vračal v geto v Črnovicah, je bil na prisilnem delu pri gradnji cest. Avgusta 1944 je Rdeča armada zavzela Črnovice in Celan se je decembra 1944 vrnil v domači kraj ter nadaljeval študij. Leta 1945 se je preselil v Bukarešto in nadaljeval študij tam. Kasneje je tam delal kot prevajalec in urednik.

### Dunaj in Pariz
Leta 1947 je Celan preko Madžarske pobegnil na Dunaj in se leta 1948 preselil v Pariz. Istega leta se je na Dunaju pojavil njegov prvi zvezek poezije Pesek iz urn, katerega celotno izdajo pa je zaradi številnih tiskarskih napak dal uničiti.
Maja 1948 je Celan na Dunaju spoznal Ingeborg Bachmann, s katero je imel konec štiridesetih in v začetku petdesetih let ljubezensko razmerje;  zbližala sta se spet kasneje v Parizu od oktobra 1957 do maja 1958. O tem govorijo Celanovi dnevniki in posthumno objavljena korespondenca med Bachmannovo in Celanom. Njuna korespondenca se nahaja v nemškem knjižnem arhivu (Celan) in v avstrijski nacionalni knjižnici (Bachmann). Korespondenca se je avgusta 2008 pojavila pod naslovom Herzzeit (Čas src)  pri založbi Suhrkamp. Pesem Corona in številne druge v zbirki Mak in spomin je posvetil Ingeborg Bachmann.
V Parizu je Celan novembra 1951 spoznal umetnico Gisèle Lestrange, s katero se je poročil leto kasneje. Začasno je sodelovala z njim kot upodabljajoča umetnica (npr. B. 1965 jedkanice za cikel pesmi  Atemkristall - Kristal diha). Leta 1952 je pri založbi Deutsche Verlags-Anstalt v Stuttgartu objavil svojo zbirko pesmi Mak - in spomin (Mohn und Gedächtnis)  z eno najbolj znanih pesmi avtorja, s pesmijo Mrtvaška fuga (Todesfuge) o holokavstu. Leta 1955 je Celan postal državljan Republike Francije. Leta 1955 se mu je rodil sin Eric, potem ko je njegova žena Gisèle dve leti pred tem izgubila otroka. (Ime Eric si lahko razlagamo kot anagram za »écris!« brez nemega "s", kar v francoščini pomeni "piši!")

### Sprejem v petdesetih letih 20. stoletja

#### Celan in skupina 47
Eden prvih javnih nastopov tedaj več ali manj nepoznanega Paula Celana je bil maja 1952 na konferenci Skupine 47 v Niendorfu . Za povabilo je bilo zaslužno posredovanje njegovih dunajskih prijateljev Ingeborg Bachmann, Mila Dora in Reinharda Federmanna; s svojimi pesmi pa ni uspel. Že pismo Mila Dora Hansu Wernerju Richterju, da mora Celana "brezpogojno" povabiti - "Vem, kaj si mislite o njegovih pesmih, vendar verjamem, da je le malo lirikov njegovo muzikalnost in ustvarjalnost", je vnaprej (1951) dalo čutiti negativni odnos Richterja, ustanovitelja skupine in prepričanega realista.

Walter Jens se je Celanovega branja njegove poezije (v pogovoru s Heinzom Ludwigom Arnoldom leta 1976) spominjal takole:
"Ko je Celan nastopil prvič nastopil, je bilo slišati: 'To ni za normalna ušesa!', bral je zelo patetično . Morali smo se mu smejati: 'Bere kot kak Goebbels !' je rekel nekdo. [...] Mrtvaška fuga je v skupini pogorela! Šlo je za povsem drugačen svet, neorealisti niso bili sposobni vživeti se vanj." 
Hans Weigel je dodal, "da so nato nekateri kolegi zaničljivo skandirali predse: ‚Schwarze Milch der Frühe …‘ "  … Hans Werner Richter je bil mnenja, da je Celan " bral, kot da poje v kaki sinagogi ". Celan sam je v pismu svoji ženi Gisèle komentiral:  "Udeleženci, ki ne marajo poezije - bili so v večini -, so se uprli. " Ko se je ozrl nazaj, je Toni Richter v njihovi dokumentaciji ocenil dogodke takole: 
"Najbolj žalosten dogodek je bilo branje Paula Celana, nesporazum zaradi narave njegove recitacije. Mislim, da noben od vojnih povratnikov v skupini ni poznal imena in usode Paula Celana, tudi ni slišal za tradicijo judovsko-romunske recitacije poezije v ritmičnem visokem tonu".
Vprašanje sloga, "Littérature pure" ali "engagée", je bilo nesmiselno. Celan je v prostor vrgel vprašanje, ali je že kdo slišal za Rimbauda, ki je tudi verze raztapljal v glasbene vibracije. Navsezadnje je med branjem glavni urednik Deutsche Verlags-Anstalt postal pozoren na Celana (decembra je objavil Mak in spomin - Mohn und Gedächtnis). Ernst Schnabel je po srečanju organiziral branje v Radiu NWDR . Kljub poznejšim vabilom se Celan ni udeležil nobenega sestanka skupine 47 več.
Germanist Reinhart Meyer-Kalkus vidi vzor za Celanov patetičen slog recitiranja predvsem v igralcu Alexandru Moissiju, ki je mlademu Celanu bil znan že iz Černovcev. Avtor Helmut Böttiger na drugi strani poudarja, da skupina 47 Celana ni zavrnila, saj je pri glasovanju z 21 glasovi končal na tretjem mestu.

#### Celan in Heidegger
V petdesetih letih se je Celan začel ukvarjati s Heideggerjevo filozofijo, Heidegger po drugi strani pa je bral Celanova dela. Pomen, ki ga je Heidegger v svoji filozofiji pripisoval poeziji, je na Celana naredil globok vtis. Oba sta se poleg tega živo zanimala za Holderlina. Srečala sta se v Freiburgu 24. julija 1967 in se naslednji dan odpravila do Heideggerjeve koče v Todtnaubergu . Todtnauberg je tudi naslov pesmi, ki jo je Celan napisal 1. avgusta 1967. Sledili so nadaljnji obiski in izmenjava pisem. Celanov odnos s Heideggerjem je bil dvoličen, vendar prijazen.

### Po 1960: krize in smrt
Leta 1960 so se zaostrili resni, neutemeljeni očitki plagiatorstva s strani Claire Goll, vdove judovskega pesnika Yvana Golla, na katerega je Celan bil prijateljsko navezan in kateremu je prevajal poezijo. Leta 1954 je Celan objavil pesem V postavi merjasca, ki se začne z besedami: "V postavi merjasca / teptajo tvoje sanje skozi gozdove na robu / večera." Leta 1953 je Goll pesnill: "Merjasci s čarobnim trikotnim klobukom / teptajo skozi moje nagnusne sanje". Literarni kritik Curt Hohoff je leta 1956 opozoril na podobnost obeh verzov in ju razlagal kot dokaz Celanovega epigonstva. Za Claire Goll je to že bil plagiat. Sledila je živahna "afera Goll" po nemških fejtonih, delno z antisemitskimi podtoni. Rane, ki jih je Celan utrpel zaradi teh obtožb, so ga preganjale do konca življenja.
Celana so večkrat zdravili na psihiatriji, od 28. 11 1965 do 11. 6.1966 zato, ker se je v neprištevnem stanju z nožem lotil svoje žene. Novembra 1967 sta se z ženo odločila živeti ločeno drug od drugega. Ostala pa sta v stiku.
Decembra 1967 je Celan odpotoval v Zahodni Berlin, kjer je obiskal spominski kraj Plötzensee in božično tržnico. Poleg tega je napisal pesem LEŽIŠ v velikem Prisluhu, v kateri spominja na usmrtitve po 20. avgustu 1944 in na umor Rose Luxemburg in Karla Liebknechta v Berlinu leta 1919.
Oktobra 1969, nekaj mesecev pred smrtjo, je Celan odpotoval v Jeruzalem . Srečal je med drugim Gershoma Scholema in ob branju svojih del je srečeval stare prijatelje iz Bukovine in izraelske pesnike, kot so Jehuda Amichai in David Rokeah. Pozornosti vredno je ponovno srečanje s prijateljico iz otroštva v Černovcih, Ilano Shmueli. Pesmi, ki so nastale v tradiciji judovskih jeruzalemskih pesmi, v številnih biblijskih aluzijah združujejo dvorjenje Jeruzalema z erotično hvalo njegove ljubezni. Priče teh stikov so njena korespondenca, spomini Ilane Shmuel pod naslovom Reci, da Jeruzalem je in Celanove pesmi iz njegove zapuščine, po smrti objavljene pod imenom Napušč časa (Zeithöft). Delo štejejo za dokaz, kako  "težko je bilo Celanu soočiti se s svojim judovstvom".
Okoliščine in datum Celanove smrti niso jasni. Verjetno je storil 20. aprila 1970 samomor, ko naj bi pri Pont Mirabeau skočil v Seno. Njegovo truplo so našli 1. maja 1970 v reki pri Courbevoieju deset kilometrov niže. Pokopan je 12. maja 1970 v Cimetière parisien de Thiais v departmaju Val-de-Marne . Na isti dan je umrla Nelly Sachs, s katero sta bila v prijateljskih odnosih.

### Nagrade
- 1957: Nagrada Kulturnega odbora nemškega gospodarstva pri Zveznem združenju nemške industrije
- 1958: Literarna nagrada mesta Bremen
- 1960: nagrada Georga Büchnerja
- 1964: Velika umetniška nagrada zvezne države Severno Porenje-Vestfalija

### Zapuščina
Celanova zapuščina je v nemškem knjižnem arhivu v Marbachu. Videti jih je v na stalni razstavi Arhiva, med drugim tipkopis Mrtvaške fuge.

## Celanov pomen za svetovno literaturo
V pregledu Priročnika o mednarodnem sprejemu Celana je poet opisan kot eden »najbolj intenzivnih pesnikov svetovne književnosti v nemškem jeziku«, na isti ravni kot so Goethe, Hölderlin ali Kafka. Po besedah Wolfganga Emmericha je kot nekaj drugih avtorjev, kot so Primo Levi, Nelly Sachs ali Imre Kertész, "že 50 let izjemen v svoji sposobnosti pesniti ob 'soočanju s Holokavstom' ". To velja tako za njegovo liriko kot za njegovo poetiko. Njegov "skoraj edinstven učinek v svetovnem literarnem smislu" je v tem, da "piše v jeziku, ki je šel skozi grozodejstva množičnih umorov, ne da bi se kdaj zamotil z iluzijo, da je "o" Auschwitzu in milijonih žrtev mogoče pisati s sredstvi prikaznega realizma".

### Dela
- Der Sand aus den Urnen (Pesek iz urn), Dunaj 1948 (vsebuje prvi natis Mrtvaške fuge v nemščini), jeseni 1948 na Celanovo zahtevo zaradi številnih tiskarskih napak in neprimernih ilustracij Edgarja Jenéja uničen.
- Mohn und Gedächtnis (Mak in spomin), Stuttgart 1952; 2000 s pogovorom Joachima Senga, ISBN 3-421-05223-9 .
- Von Schwelle zu Schwelle (od praga do praga), 1955.
- Sprachgitter (Govora mreža), 1959.
- Der Meridian (Poldnevnik), 1961 (govor ob podelitvi nagrade Georga Büchnerja 1960)
- Die Niemandsrose (Nikogaršnja vrtnica), 1963.
- Atenmwende, 1967.
- Fadensonnen, 1968.
- Lichtzwang, 1970.
- Schneepart (zapuščina), 1971.
- Zeithöft, 1976.
- Zbrana dela v petih zvezkih, ur. Beda Allemann, Frankfurt a. M. (Suhrkamp) 1983.
- Celan, P. 1985. Celan. Ljubljana: Mladinska knjiga.
- Zgodnja dela, ur. avtor Barbara Wiedemann, Dodatek 1 k Zbranim delom, Frankfurt a. M. 1989.
- Zatemnjeni in pesmi iz kroga Zatemnjenih . Uredila Bertrand Badiou in Jean-Claude Rambach (zapuščina), Suhrkamp, Frankfurt na Majni 1991, ISBN 3-518-40374-5 .
- Pesmi iz zapuščine), ur. Bertrand Badiou, Dodatek 2 k zbranim delom, Frankfurt a. M. 1997.
- Dela v sedmih zvezkih, ( ponatis zbranih del v žepni obliki z dodatki), Frankfurt na Majni (Suhrkamp) 2000.
- Pesmi - označena celotna izdaja v enem zvezku, izd. in pripombe Barbara Wiedemann, Frankfurt na Majni (Suhrkamp) 2003, ISBN 3-518-41390-2 ; TB izdaja: 2005, ISBN 3-518-45665-2 .
- Pesmi. Nova popolna izdaja s komentarji. S pripadajočimi jedkanicami Gisèle Celan-Lestrange. Uredila in komentirala Barbara Wiedemann, Suhrkamp, Berlin 2018, ISBN 978-3-518-42797-2 .
- Paul Celan: “To so mikroliti, kamenčki." Proza iz zapuščine. Kritična izdaja, ur. in opombe Barbara Wiedemann in Bertrand Badiou, Frankfurt na Majni 2005, ISBN 3-518-41706-1 .
- Paul Celan: Mrtvaška fuga. Pesmi in proza 1952–1967 , bral Celan sam, Hörverlag, München 2020, 2 zgoščenki, 119 minut.
- Paul Celan - Zbrane pesmi I, prev. Vid Snoj, Beletrina, 2019 , ISBN 978-961-284-528-5,(COBISS)
- Paul Celan - Zbrane pesmi II, prev. Vid Snoj, Beletrina, 2020 , ISBN 978-961-284-627-5,(COBISS)
- Celan, P. 2020. Boben čarovnika, glasen od groša mojega srca : 28 pesmi = Die Gauklertrommel, von meinem Herzgroschen laut : 28 Gedichte. Klagenfurt = Celovec : Edition Rapial edicija.
- Paul Celan bere Mrtvaško fugo

Članki v slovenščini:
- Celan, P. 1994. Pismo Hansu Benderju. Delo, 28. april, str. 15.
- Celan, P. 1993. Pogovor v gorah. Nova revija : mesečnik za kulturo, oktober, str. 1190-1191.
- Celan, P. 1999. Pesmi. Nova revija : mesečnik za kulturo, februar - marec, str. 116-132.
- Celan, P. 1999. Todtnauberg. Nova revija : mesečnik za kulturo, februar - marec, str. 139.
- Celan, P. 1993. Pesmi iz zapuščine. Nova revija : mesečnik za kulturo, oktober, str. 1192-1196.
- Celan, P. 2007. Paul Celan (1920-1970). Rp./Lirikon21 : revija za poezijo XXI., str. 189-196.
- Celan, P. in Celan-Lestrange G. 2002. Pisma. Nova revija : mesečnik za kulturo, str. 29-39.
- Celan, P. 1997. Pesmi. Literatura, str. 91-102.
- Celan, P. 1970. Beseda o poti-v-globino. K obema rokama .... Sodobnost, str. 105

### Prevodi
Celanove pesmi ne vsebujejo le judovske tradicije, temveč tudi vseevropsko panoramo literarnih tradicij v različnih jezikih. To je razvidno tudi iz velikega števila njegovih prevodov v nemščino:iz francoščine, ruščine, angleščine, italijanščine, romunščine in hebrejščine. V njegovo čast je Nemški sklad za literaturo leta 1988 za izjemne prevajalske dosežke ustvaril nagrado Paula Celana . Abecedni seznam avtorjev, ki jih je Celan prevedel:
| Guillaume Apollinaire, Tudor Arghezi, Antonin Artaud, Charles Baudelaire, Aleksander Blok, André Breton, Jean Cayrol, Aimé Césaire, René Char, Velimir Hlebnikov, Emil Cioran, Jean Daive, | Robert Desnos, Emily Dickinson, John Donne, André du Bouchet, Jacques Dupin, Paul Éluard, Robert Frost, Georges Henein, Alfred Edward Housman, Sergej Jesenin, Jevgenij Jevtušenko, Mihail Lermontov, | Maurice Maeterlinck, Stéphane Mallarmé, Ossip Mandelštam, Andrew Marvell, Henri Michaux, Marianne Moore, Gellu Naum, Gérard de Nerval, Henri Pastoureau, Benjamin Péret, Saint-John Perse, Fernando Pessoa, | Pablo Picasso, Arthur Rimbaud, David Rokeah, William Shakespeare, Georges Simenon, Konstantin Slučevski, Jules Supervielle, Virgil Teodorescu, Henri Thomas, Fragment Anton Čehov, Giuseppe Ungaretti, Paul Valéry |

## Spletne povezave
- Paul Celan v katalogu Nemške narodne biblioteke
- Celan bere Celana. Zvočne datoteke na lyrikline.org
- Biografija in katalog del pri Suhrkampu
- Pogovor na radiju z Rüdigerjem Sünnerjem